# Espectre de Brocken

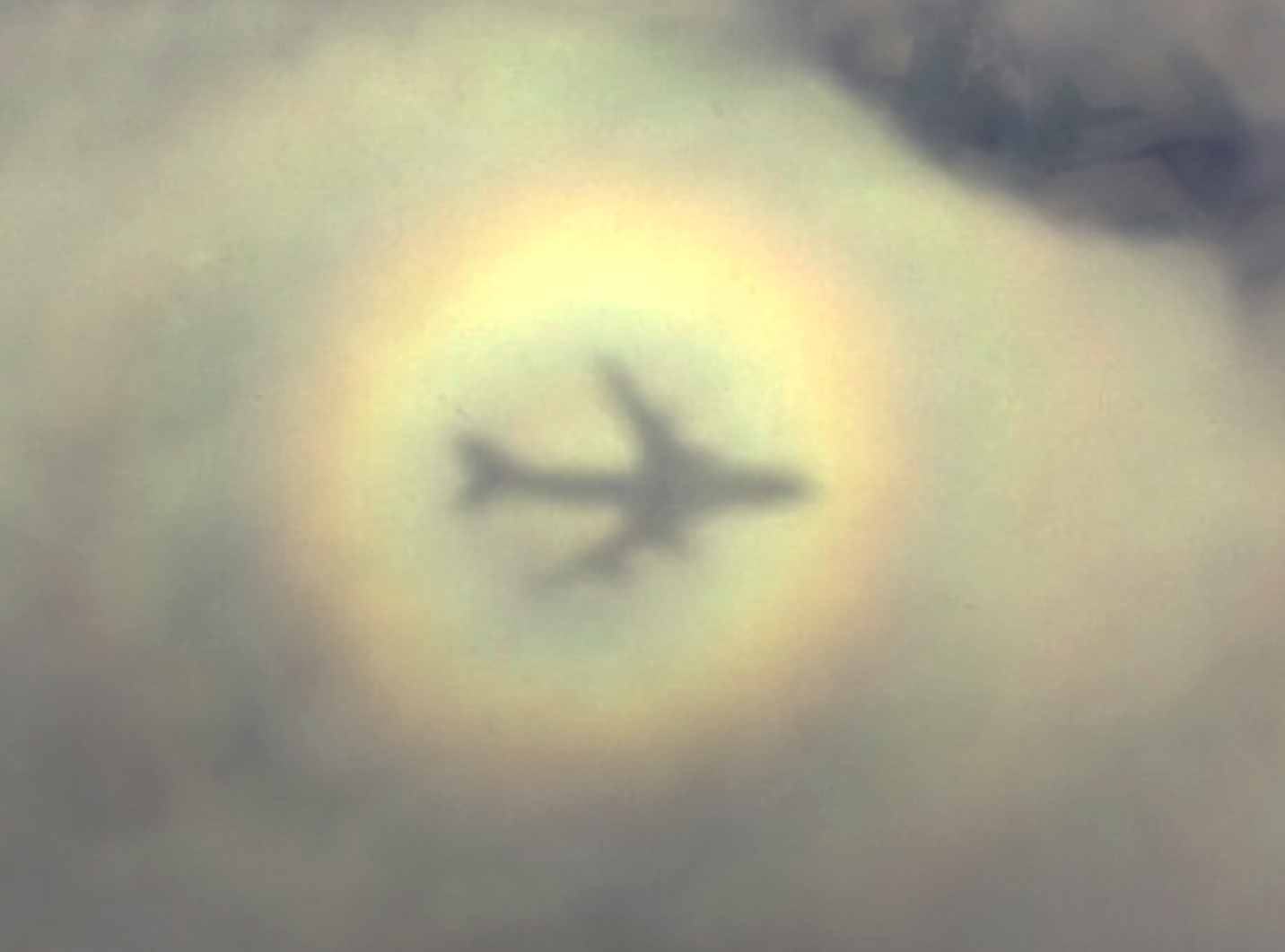
Espectre de Brocken des d'un avió.

L'espectre de Brocken (en alemany Brockengespenst) és el nom que rep l'ombra aparentment grossa i magnificada d'un observador, projectada sobre les superfícies superiors dels núvols de l'altra banda del sol. L'efecte òptic produït en aquest espectre fa que l'observador només vegi la seva ombra i no la dels seus companys. Es diferencien de la corona solar o lunar, en les quals la difracció es produeix per reflexió i no pas per dispersió. Per això, per tractar-se de llum reflectida, l'aparença és molt més pàl·lida i borrosa.

## Nom i primera observació
Aquest fenomen, rep el seu nom de la muntanya de Brocken, un pic de les muntanyes Harz d'Alemanya, on -a causa de les boires freqüents i l'accessibilitat a baixa altitud- s'ha creat una llegenda local. De totes maneres, l'espectre pot ser observat en qualsevol vessant d'una muntanya amb boira o bancs de núvols, o fins i tot des d'un avió.
L'espectre de Brocken va ser observat i descrit per Johann Silberschlag el 1780, i des d'aleshores ha aparegut sovint en la literatura de la regió. Pot aparèixer en qualsevol regió muntanyosa, per exemple se n'han observat al Parc Nacional Haleakalā, a l'illa de Maui, Hawaii, o als Cairngorms d'Escòcia. També s'ha pogut observar en molts indrets de Catalunya.

## Aparició
L'espectre apareix quan el sol està situat darrere l'observador que està mirant cap avall des d'una cresta o cim en direcció a la boira, boirina o mar de núvols. La llum, projecta l'ombra de l'observador cap endavant a través de la boira, molts cops en una estranya forma triangular a causa de la perspectiva. L'aparent magnificació de la mida de l'ombra és una il·lusió òptica que apareix quan l'observador considera que la seva ombra en els relativament propers núvols, està a la mateixa distància que els objectes de la terra llunyana que veu a través de la boira, forats en els núvols, o en comparació amb diferents punts de referència. L'ombra també cau sobre diverses gotes d'aigua situades a diferents distàncies de l'ull, la qual cosa confon la percepció de la profunditat. L'ombra magnificada pot semblar que es mou (a vegades de forma sobtada) a causa del moviment de la capa de núvols o variacions en la densitat dels mateixos núvols.
El cap de la figura està molts cops envoltada d'anells lluents semblants als de les aurèoles d'una glòria, anells de llum acolorida que apareixen directament davant del sol quan la llum solar es reflecteix a través d'un núvol de gotes d'aigua de mida uniforme. L'efecte és causat per la difracció de la llum.